# 献灯使
『献灯使』（けんとうし、英: The Emissary）は、日本の小説家多和田葉子による小説である。
単行本は、2014年10月31日に講談社より刊行された。単行本の装幀は、セキネシンイチ制作室による。単行本の装画・挿絵は、堀江栞による。文庫版は、2017年8月8日に講談社文庫より刊行された。
2018年4月、マーガレット満谷 (Margaret Mitsutani) による英訳版 “The Emissary” がニューヨークの出版社、ニューダイレクションズ社 (New Directions Publishing) より刊行される。同年7月、満谷による英訳版 “The Last Children of Tokyo” がロンドンの出版社、グランタ社 (en:Granta_Books) より刊行される。同年11月、英訳版 “The Emissary” が全米図書賞〈翻訳文学部門〉を受賞する。
著者の多和田は、受賞の知らせを受けて、「『献灯使』という小説には日本語でしかできない言葉遊びがとても多いので、いろんな技を使って英語に訳してくれた翻訳者の功績が大きいです」と述べている。

## 収録作品とあらすじ
献灯使（初出は 『群像』2014年8月号）
大きな災厄に襲われてから、日本では鎖国政策が敷かれ、外来語を使ってはいけなくなり、インターネットも自動車も消えてなくなっている。100歳を過ぎている作家の義郎は、身体が軟弱なひ孫の無名の世話をしながら、仮設住宅で暮らしている。
韋駄天どこまでも（初出は『群像』2014年2月号）
東田一子は、夫が亡くなった後、生け花教室に通うようになる。その教室には、「てんちゃん」と呼ばれている、束田十子という名の女性が休むことなく通っており、その女性のことが一子は気になり始める。
不死の島（初出は『それでも三月は、また』 2012年、講談社）
放射性物質によって、死ぬ能力が人々から奪われてしまった日本では、電力の供給が全体的に減少していた。そんな中、能に想を得た「夢幻能ゲーム」という遊びが流行し始める。
彼岸（初出は 『早稲田文学』2014年秋号）
日本は、原子力発電所の事故によって、壊滅的な状態に陥った。そのため、日本に住む人々は、中国大陸へ亡命しなければならなくなった。
動物たちのバベル（初出は 『すばる』2013年8月号）
大きな洪水が起こった後、人類がいなくなった状況の下で、イヌやネコの他に、リスやウサギ、クマやキツネが議論を行っており、やがて、バベルの塔を建設するという計画が持ち上がる。

## 登場する主な人物・動物
献灯使
- 義郎 - 100歳を過ぎた作家。
- 無名 - 義郎のひ孫。

韋駄天どこまでも
- 東田一子 - 女性。
- 束田十子 - 女性。

不死の島
- ピント - ポルトガル人。

彼岸
- 瀬出 - 元参議院議員。

動物たちのバベル
- イヌ
- ネコ
- リス
- ウサギ
- クマ
- キツネ

## 書評
東京大学教授の阿部公彦は、「圧倒的なのは語りの勢いだ。言葉がどんどん走り、あれよあれよと連なる」「真面目なのかふざけているのかわからなくて落ち着かない、と思う読者もいるだろう。正しい反応である。その落ち着かなさが私たちの足元を突き崩す。多和田ワールドはそうやって私たちを引きこむのだ」と評価している。
東京学芸大学准教授の小澤英実は、「多和田の朗読やパフォーマンスはよく『ドイツ語も日本語も分からないけれど面白かった』と言われると聞くが（例えば『ユリイカ』の「多和田葉子自筆年譜」を参照）、あたかも『飛魂』のヒロインの朗読を思わせるようなこうした感想を引き出す言葉の身体性、その意味をゆるがす文字のパフォーマンスこそが、多和田作品の類いまれなる力なのだ」と評価している。

## 事件
2022年12月14日、２６歳の男が講談社に侵入し新聞紙などに火をつけていたところを逮捕されたが、裁判の中で容疑者は自身の生い立ちを交えつつ、動機に講談社が『献灯使』を出版したことをあげた。